# Mostek (przedsiębiorstwo)

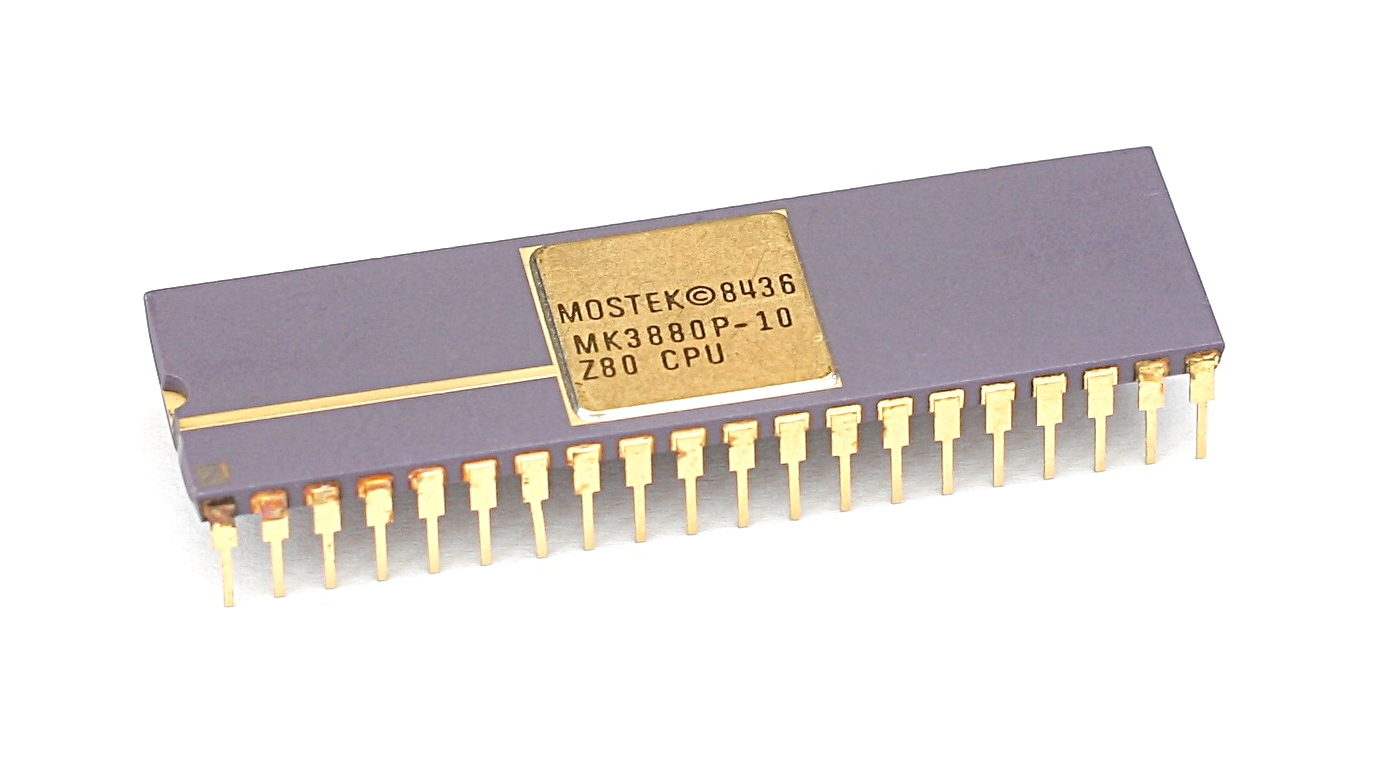
Procesor Mostek MK3880 (licencyjny Zilog Z80)

Mostek Corporation – amerykański producent układów scalonych, założony w 1969 r. przez byłych pracowników Texas Instruments.
W szczytowym okresie pod koniec lat siedemdziesiątych Mostek posiadał 85% udziału w światowym rynku dynamicznych układów pamięci o dostępie swobodnym (DRAM), dopóki nie został przyćmiony przez japońskich producentów, którzy oferowali równoważne układy po niższych cenach. Był też producentem układów z rodziny Zilog Z80 do czasu wybudowania fabryki przez Zilog, a następnie produkował ich licencyjne kopie w tym procesor MK3880. Produkował również procesory 8086 Intela i MC68000 Motoroli.
W 1979 r. Mostek został zakupiony przez United Technologies Corporation. W 1985 roku, po kilku latach spadku cen akcji, malejącego udziału w rynku i zwolnień pracowników, UTC sprzedała Mostek francuskiej firmie elektronicznej Thomson-CSF, późniejszej części STMicroelectronics. Portfel własności intelektualnej Mostek, który obejmował prawa do rodziny mikroprocesorów Intel x86, a także wiele fundamentalnych patentów w technologii DRAM, zapewnił ogromne wpływy z opłat licencyjnych dla STMicroelectronics w latach 90.